# Franchino II. Rusca
Franchino II. Rusca (* um 1360 in Como; † 1412 ebenda) war ein italienischer Adliger, Graf von Lugano (1406–1411) und Herr von Como (1408–1412). Zunächst stand er in den Diensten von Gian Galeazzo Visconti. Ab 1402 führte er Krieg mit den Nachfolgern des Herzogs von Mailand um den Besitz des Comer Gebiets. Er war auch das Oberhaupt der ghibellinischen Fraktion in Como und ein Bezugspunkt für den Ghibellinismus in der Region Lombardei-Piemont.

## Biographie

### Familie
Franchino II. gehörte der Familie Rusca (oder Rusconi) an, die bis 1335 Herrscher von Como war. Als Sohn von Loterio Rusca und Enrica Visconti wurde er wahrscheinlich um 1360 geboren und hatte zwei Brüder (Baldassarre und Giovani) und drei Schwestern (Enrica, Maddalena und Donnina).
Rusca heiratete eine Frau namens Tommasina, wobei das Datum der Heirat unbekannt ist, und hatte sieben Kinder: Loterio, der die Herrschaft von Como erbte; Antonio, der eine kirchliche Laufbahn einschlug und Franziskanermönch wurde; Giovanni, der spätere Graf von Lugano; Elisabetta, die Frau des Grafen Giacomo Mandello; Giovanna, die Gaspare, Sohn von Giovanni Pietro Visconti, heiratete; Fiorbellina, die den Mailänder Patrizier Antonio Porro heiratete; und Luigia, die Frau wurde von Bartolomeo, Sohn von Antonio Visconti. 
Obwohl Franchino II. Rusca aus persönlichen Gründen bereit war, sich mit den Guelfen zu verbünden, war er für die Ghibellinen in der Lombardei und im Piemont ein Bezugspunkt. Er schloss eine Reihe von Heiratsverträgen mit Vertretern des Ghibellinismus, wie den Mazzarditi vom Lago Maggiore und den Tizzoni von Vercelli.

### Beziehung zu den Visconti
Die ersten Nachrichten über Rusca stammen aus den 1390er Jahren, als er in den Diensten des Herzogs von Mailand Gian Galeazzo Visconti stand, von dem er das Amt eines Hauptmanns von hundert Pferdesoldaten erhielt. Im Jahr 1395 schickten ihn die Visconti zusammen mit seinem Bruder Baldassarre als Botschafter zu Martin I. Im folgenden Jahr besuchte er mit den beiden die neue (?)Domfabrik in Como. Franchino nahm auch an den Kriegen von Gian Galeazzo Visconti gegen den Markgrafen von Mantua (1397) und an denen von Perugia, Spoleto und Nocera Umbra (1400) teil.
Als Gian Galeazzo Visconti 1402 starb, diente Franchino II. entweder in Parma oder in Pisa (die Chronisten liefern unterschiedliche Versionen). Rusca nutzte die instabile Lage im Herzogtum, die durch die Autonomiebestrebungen der von Visconti regierten Städte verursacht wurde, um zusammen mit seinem Cousin Ottone nach Como zurückzukehren. Rusca nutzte die internen Konflikte, die zwischen der welfischen Fraktion (unter der Führung der Vitani) und der ghibellinischen Fraktion ausgebrochen waren, um die Stadt zu übernehmen und die herzoglichen Beamten abzusetzen. Caterina Visconti, Regentin ihres Sohnes Giovanni Maria, schickte daraufhin ein bewaffnetes Korps unter der Führung von Pandolfo I. Malatesta und Jacopo Dal Verme gegen Franchino, dem sich auch Truppen der Vitani anschlossen. Franchino wurde in Montorfano besiegt und flüchtete sich in Castel San Pietro bei Balerna, während Malatesta von der Festung Torre Rotonda aus in Como eindrang und die Stadt plünderte.
Gestärkt durch die Unterstützung des Herzogs verfolgten die Vitani ihre Feinde auch ausserhalb des Gebiets von Como und plünderten den Besitz der Familie. Franchino und Ottone taten dasselbe und boten darüber hinaus den welfischen Familien ihre Unterstützung gegen die Visconti an (obwohl sie ebenfalls der ghibellinischen Fraktion angehörten). Nach einem zwanzigtägigen Waffenstillstand im Jahr 1404 versuchten die Rusconi erneut für einige Monate, nach Como zurückzukehren, scheiterten jedoch und im Juni zogen sich Franchino und Ottone nach Lugano zurück. Rusca unterstützte die Bildung einer comunitas Lugani et vallis, die vier Gemeinden (Lugano, Agno, Riva San Vitale und Capriasca) umfasste, die von Como unabhängig und dessen Herrschaft unterstellt war. Von Lugano aus unternahm er eine Reihe von Raubzügen in die Brianza und leistete den Söhnen von Bernabò Visconti militärische Unterstützung. 1406 förderte Herzog Giovanni Maria Visconti den Frieden zwischen den Fraktionen und verlieh Franchino II. den Titel eines Grafen von Lugano. Dennoch drang Rusca im Mai 1408 mit Unterstützung von Facino Cane durch die Porta Nuova in Como ein und übernahm im Oktober, nachdem er die letzten herzoglichen Truppen vertrieben hatte, offiziell die Herrschaft über sich selbst.

### Herr von Como, 1408–1412
Die wichtigste Notizen für die Herrschaft von Franchino II. sind die Dekrete, die er zwischen 1409 und 1410 erliess. Rusca übernahm die Ernennung des Podestà und des Hauptmanns der Verteidigung und verfügte über eine eigene Kanzlei, die sich von der der Gemeinde unterschied[15]. Um seine Macht zu legitimieren, behauptete er, den Titel mit der Zustimmung des Volkes erhalten zu haben, im Gegensatz zum Herzog von Mailand (dieser hielt es als Herzog nicht für nötig, die Zustimmung des Volkes zu erhalten). Er präsentierte sich als friedensstiftender Herrscher und erklärte, er wolle für das Gemeinwohl regieren, doch er schaffte die gegnerische Fraktion ab und setzte das Ruscao durch[6]. Franchino konnte den inneren Frieden nie erreichen, denn obwohl er die Unterstützung der Gemeinden von Gravedona, Sorico und einiger Ländereien am See genoss, blieben andere Gebiete des Comer Gebiets der gegnerischen Fraktion treu, wie Fino, Molina und Torno. Dieser Widerstand provozierte weitere Zusammenstösse, Plünderungen und Verwüstungen.
Um die Stadt nach den Kämpfen wieder zu bevölkern, erliess er im Mai 1409 zwei Dekrete: das erste sah eine fünfjährige Steuerbefreiung für Ausländer vor, die sich in Como niedergelassen hatten, sowie Schutz vor der Obrigkeit für diejenigen, die Schulden hatten (mit Ausnahme derer, die mit Bürgern von Como eingegangen worden waren); das zweite zielte darauf ab, dass diejenigen, die die Stadt zuvor verlassen hatten, innerhalb eines Monats in die Stadt zurückkehren sollten (alternativ mussten Begründungen geliefert werden), bei Strafe der Beschlagnahmung des Eigentums. Im Juli desselben Jahres verbot er angesichts der steigenden Preise die Ausfuhr von Getreide, Holz, Kastanien und Wein bei einer Strafe von 10 Gulden und zwei Stockhieben für jeden Scheffel Lebensmittel oder jedes Fass Wein, das ins Ausland ging. Nachdem er Herrscher geworden war, setzte er einen ihm treuen Mann, Antonio Turconi (dessen Ernennung von Papst Alexander V. bestätigt wurde), als Bischof von Como ein und stellte ihn dem herzoglichen Kandidaten Guglielmo Pusterla gegenüber.
Turconi nutzte seine Position, um die Mitglieder der ghibellinischen Fraktion zu begünstigen, indem er ihnen Ländereien in der Kirche von Como zuwies, die zuvor im Besitz der Guelfen gewesen waren[19]. Gleichzeitig bemühte sich der Bischof, die Vitani-Fraktion einzubinden, die sich jedoch trotz Franchinos Unterstützung der Sache verweigerte, da sie kein Vertrauen in den Herrn von Como hatte. Am 12. November 1412 schloss Franchino einen Waffenstillstand mit dem neuen Herzog Filippo Maria Visconti, wenige Tage vor seinem Tod. Während des Begräbnisses wurde er von den städtischen Dekurionen in den Palazzo del Comune getragen, „mit den goldenen Sporen an den Füßen, mit dem Panzerbrecher in der Wange und mit dem Schild auf dem Kopf, das heisst auf dem Kopf seiner Füße“. Der Leichnam wurde dann vom Klerus in den Dom zu Como gebracht und in der Hauptkapelle beigesetzt. Über dem Grab wurde eine lebensgrosse Statue des Herrschers errichtet.